# Dipulus norfolkanus
Dipulus norfolkanus är en fiskart som beskrevs av Machida, 1993. Dipulus norfolkanus ingår i släktet Dipulus och familjen Bythitidae. Inga underarter finns listade i Catalogue of Life.